# Jeanne de Balzac
Pour les articles homonymes, voir Balzac.
Jeanne de Balzac née en 1891 en France et morte le 8 mai 1930 à Paris, est une actrice française.

## Biographie
Les origines familiales de Jeanne de Balzac restent pour le moins floues. Par sa mère, elle serait la nièce, petite-nièce voire arrière-petite-nièce d'Honoré de Balzac, mais aucune preuve formelle n'en a été rapportée et l'actrice elle-même ne s'est jamais exprimée sur le sujet. La date même de sa mort, généralement admise le 8 mai 1930, est erronée puisque la presse l'évoque dès le 5 mai comme étant survenue une semaine auparavant c'est-à-dire dans les derniers jours d'avril sans autre précision. La seule chose que l'on sache avec certitude, c'est qu'elle est morte dans une clinique parisienne des suites d'une péritonite et qu'elle a été inhumée à Versailles. Mais on ignore toujours sous quel nom son décès a été enregistré à l'état-civil.
Cette parenté réelle ou supposée avec l'auteur de La Comédie humaine, n'avait en tout cas pas échappé à la plume acerbe du critique Henri Jeanson, qui n'appréciait guère l'actrice, pour la surnommer « la cousine Bête »...

## Filmographie
- 1916 : Noël de guerre  / La Lettre au rebut, court-métrage (310 m) d'un réalisateur anonyme français, scénario de Félicien Champsaur (sous le nom de Mme de Balzac)
- 1923 : Slave of Desire, film américain de George D. Baker, d'après le roman La Peau de chagrin d'Honoré de Balzac[11]
- 1925 : Salammbô de Pierre Marodon d'après le roman de Gustave Flaubert : Salammbô[12],[13]
- 1925 : Die unberührte Frau / The Untouched Woman de Constantin J. David : Colette Duflos[14]
- 1926 : Titi 1er, roi des gosses, film en 4 époques et 8 chapitres de René Leprince d'après le roman de Pierre Gilles : la comtesse Mirador[15]
- 1927 : La Revue des revues / Paris qui charme de Joe Francis et Alex Nalpas
- 1928 : Madame Récamier de Gaston Ravel d'après Madame Récamier et ses amis d'Édouard Herriot : Madame Tallien[16]
- 1928 : Nadia l'enjôleuse [réalisateur inconnu[17]] d'après le roman de Jean Petithuguenin[18] : Nadia[19]

## Iconographie
- 1926 : Tireuse à l'arc, statuette en bronze à la cire perdue de Jeanne de Balzac par Geneviève Granger, exposée au Salon d'Automne de Paris[20]. Achat de l'État auprès de l'artiste en 1927[21],[22],[23]. Localisation actuelle inconnue.